# Parasipyloidea seiferti
Parasipyloidea seiferti är en insektsart som beskrevs av Frank H.Hennemann 2002. Parasipyloidea seiferti ingår i släktet Parasipyloidea och familjen Diapheromeridae. Inga underarter finns listade i Catalogue of Life.